# ヘイン (NewJeans)
ヘイン（朝: 혜인、本名：イ・ヘイン、朝: 이혜인 、中: 李惠仁、英: Lee Hyein、2008年4月21日 - ）は、韓国の歌手で、元チャイルドモデルである。音楽のキャリアは9歳のとき、韓国の子供グループU.sso Girlおよび놀아줘클럽（Play with Me Club）のメンバーとして始まる。2022年7月に、韓国のガールズグループNewJeansのメンバーとしてデビューした。

## 来歴

### 2008–2019：幼少期とモデルとしての活動
2008年4月21日、仁川広域市南区（現・仁川広域市弥鄒忽区）に生まれる。 仁川文鶴初頭学校に通っていたが、学校の資格試験を受けた後すぐに中退した。チャイルドモデルとして、2019年8月にスナップバックブランドのPRANKERSの7番目のモデルとして活動した。2019年10月、モスクワで開催されたメルセデスベンツ・ファッションウィークに花道を歩いた。2019年12月、チャイルドモデルのコンテストLittle The Look of The Year Koreaでグランプリを受賞する。その後、イーマートのNo Brandの広告モデルを務めた。

### 2017–2021：U.sso Girl・Play with Me Club
2017年7月、ヘインは「유정」という名義で、ローラ（後のBABYMONSTERのメンバー）と共にU.sso Girlのメンバーとして発表された。このグループは2017年11月7日にデジタルシングル“Go Go Sing”でデビューした。その後、ヘインは2018年にグループを脱退した。
2019年1月11日、ヘインは子供男女混合グループ놀아줘클럽（Play with Me Club）のメンバーとして発表された。このグループは2020年12月16日に最初のデジタルシングル“Let’s Play”でデビューした。この間、ヘインは男女混合ダンスグループSIXDANCEのメンバーとしてEBSの子供番組「톡!톡! 보니하니」に出演した。ヘインとチャンヒョンは2021年5月にグループを卒業した。

### 2022–現在：NewJeansでのデビューとソロ活動

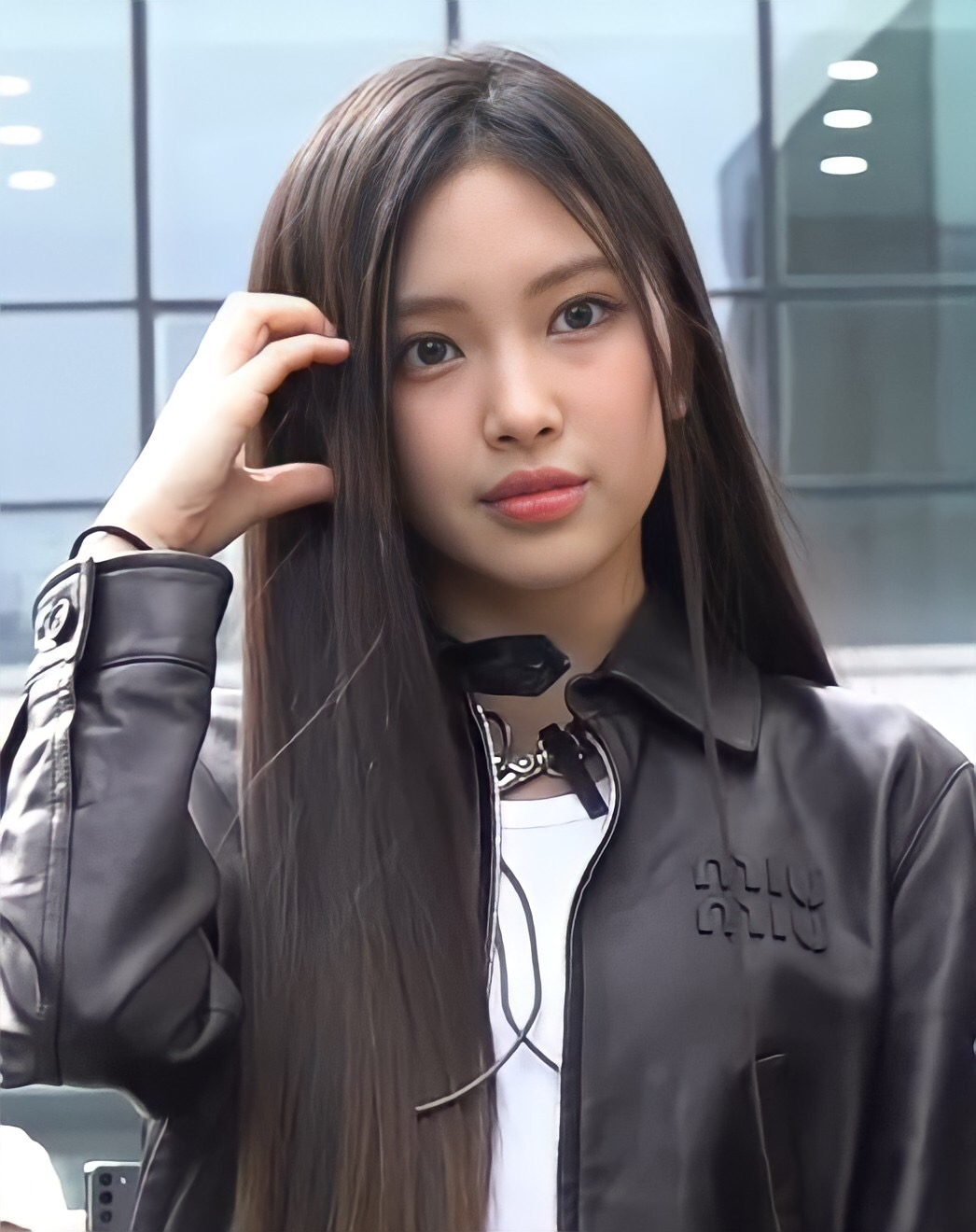
2022年8月のヘイン

2022年7月1日、ADORはInstagramで数字「22」「7」「22」の3つのアニメーションビデオを投稿し、初のガールズグループのNewJeansの立ち上げを予告、7月22日のリリースを示唆した。2022年7月22日にデビューシングルAttentionのミュージックビデオをサプライズリリースされ、メンバーに関する事前情報なしに、NewJeansとそのメンバーの一人ヘインはデビューした。
2024年2月、ヘインは조원선とともにIUの6枚目のアルバムThe Winningのトラック“Shh..”にフィーチャリング出演した。
2024年4月11日、公式コミュニケーションアプリ「Phoning」にて、練習中に怪我をしたため、活動中断することを発表。5月8日には、精密検査の結果、足に微細骨折を発見したため『How Sweet』の公式活動に参加せず、安静と休息に集中することを発表した。
2024年6月26日–27日、東京ドームで開催された日本初のファンミーティングに2日とも参加した。

## 出演
2022年12月30日、ルイ・ヴィトンはヘインを新たなグローバルハウスアンバサダーの一人として発表し、14歳で同ブランド最年少のアンバサダーとなった。ヘインはルイ・ヴィトンを代表してパリ・コレクションにも参加した。2023年4月、ヘインは韓国版ハーパーズ バザーの表紙を飾る最年少のカバーガールとなった。